# Neubrück (Köln)

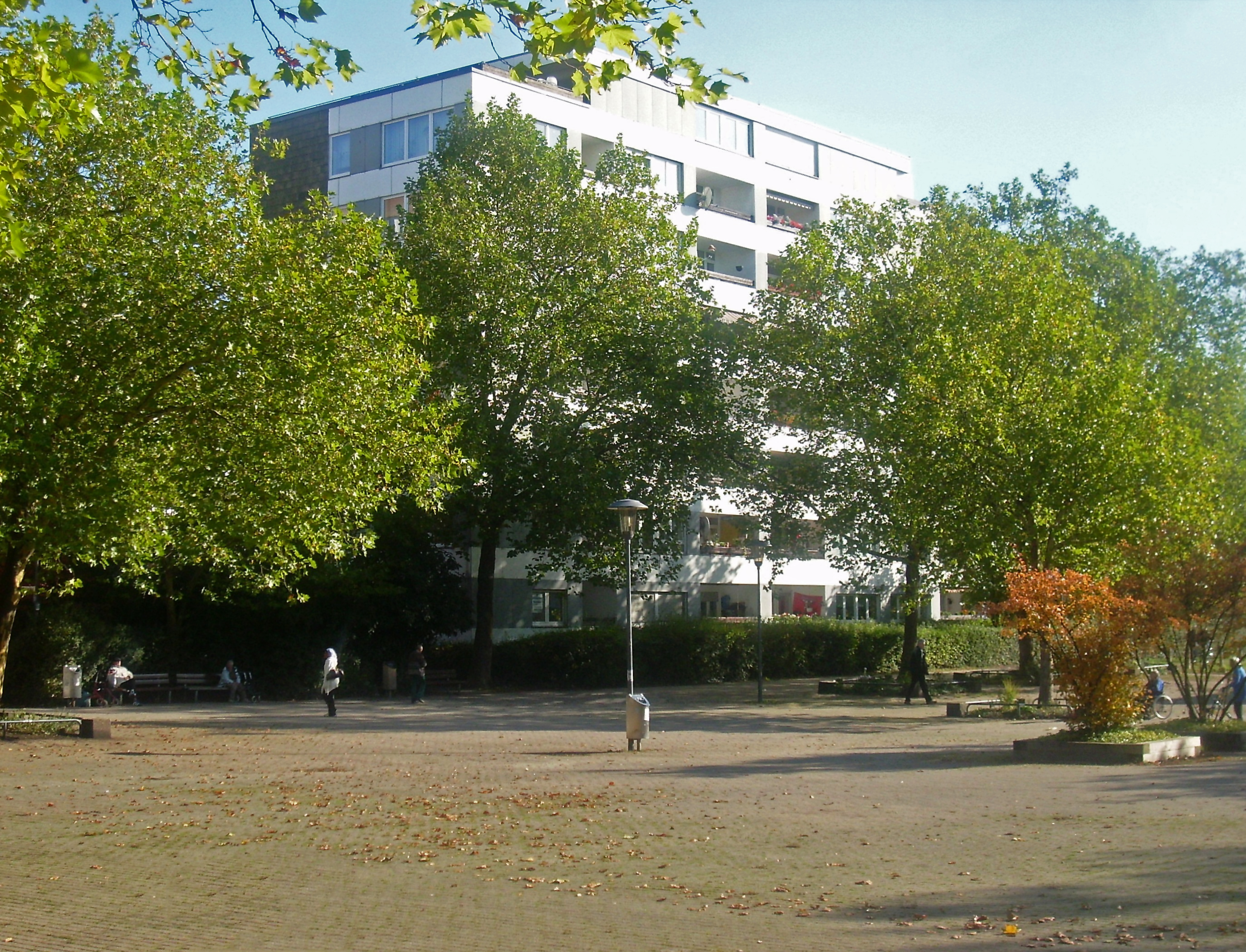
Das Herzstück von Neubrück – der Marktplatz.

Neubrück ist ein rechtsrheinischer Stadtteil von Köln im Stadtbezirk Kalk. Die Großsiedlung wurde ab dem Anfang der 1960er-Jahre geplant und von 1965 bis 1970 auf dem Rollfeld eines ehemaligen Militärflugplatzes im Südwesten des Stadtteils Brück errichtet. Da Uneinigkeit im damals von der SPD dominierten Rat der Stadt Köln über den von der CDU-Fraktion vorgeschlagenen Namen Konrad-Adenauer-Siedlung bestand, erhielt die Siedlung nie offiziell diesen Namen, wurde jedoch von der Bevölkerung so genannt. Nach Änderung der städtischen Hauptsatzung am 24. September 1992 wurde das weit vom Hauptort entfernte Siedlungsgebiet am 14. Dezember 1992 der 85. Stadtteil von Köln und gleichzeitig Neubrück benannt.
Bei der Stadtplanung wurden eine ausgewogene Mischbebauung mit Ein- und Mehrfamilienhäusern sowie eine umfangreiche Begrünung des Siedlungsgebiets festgelegt. Da viele Haus- und Wohnungsbesitzer ihre Immobilien selbst nutzten und die Mieten der verfügbaren Einheiten im Vergleich zu anderen Stadtteilen höher lagen, war die Mehrheit der Einwohner soziologisch betrachtet der Mittelschicht zuzuordnen. Seit der Eigenständigkeit des Stadtteils verringerte sich die Anzahl der Einwohner infolge der demografischen Entwicklung ohne nennenswerten Leerstand von Wohnraum kontinuierlich.

## Geographie
Neubrück liegt im ehemals sumpfigen Gebiet der Niederterrasse des Rheins. Der Boden des früher meist bewaldeten Gebietes ist stark löß- und lehmhaltig. Das größtenteils ebene Ortsgebiet liegt zwischen 51 und 55 Meter über NN, die rund 1,1 Quadratkilometer große Fläche wurde bis zur Mitte der 1930er-Jahre landwirtschaftlich genutzt. Der Stadtteil ist flächenmäßig der fünftkleinste von Köln, von dessen Zentrum Neubrück etwa 9,5 Kilometer in östlicher Richtung entfernt ist.
Der nördlich des Heumarer Dreiecks gelegene Stadtteil grenzt im Nordosten mit dem Rather Kirchweg an den Stadtteil Brück, mit der Grünfläche östlich des Neubrücker Rings an den Stadtteil Rath/Heumar, im Südwesten mit der Rösrather Straße und der Bundesautobahn an Ostheim und mit der Grünanlage im Westen an den Stadtteil Merheim.

## Geschichte

### Notwendigkeit der Siedlung
Obwohl in den 1950er-Jahren mit der Bruder-Klaus-Siedlung und der Stegerwaldsiedlung in Mülheim sowie den Großsiedlungen der GAG in Vingst und Ostheim im rechtsrheinischen Stadtgebiet bereits intensiver Wohnungsbau betrieben wurde, benötigte die Stadt Köln zusätzlichen Wohnraum für Industrie- und Verwaltungsmitarbeiter sowie für Heimatvertriebene. Deshalb beschloss der Rat im Jahre 1959 den Bau einer weiteren Großsiedlung für bis zu 15.000 Einwohner.

### Erwerb der Baugrundstücke
Die geeignetste Baufläche war nach Ansicht des Rats das bundeseigene, unbebaute ehemalige Rollfeld des von 1937 bis 1945 betriebenen Fliegerhorstes Ostheim im Südwesten des Stadtteils Brück. Da das Bundesverteidigungsministerium eine zukünftige Nutzung des Geländes für militärische Zwecke nicht ausschließen konnte, erwiesen sich die Kaufverhandlungen als schwierig. Erst als der damalige Bundeskanzler – und ehemalige Kölner Oberbürgermeister – Konrad Adenauer auf Bitte des Generaldirektors der Deutschen Wohnungsgesellschaft (DEWOG), Karl Erbertz, in einem Gespräch mit dem damaligen Verteidigungsminister Franz Josef Strauß auf die Verhandlungen Einfluss nahm, gab das Ministerium das birnenförmige Areal für die zivile Nutzung frei. Anfang des Jahres 1965 schlossen die DEWOG und der Bund einen Kaufvertrag über die 57 Hektar große Kernbaufläche der Siedlung. Die notwendigen angrenzenden Flächen erwarb die Wohnungsbaugesellschaft von mehreren Landwirten.

### Uneinigkeit bei der Namensgebung

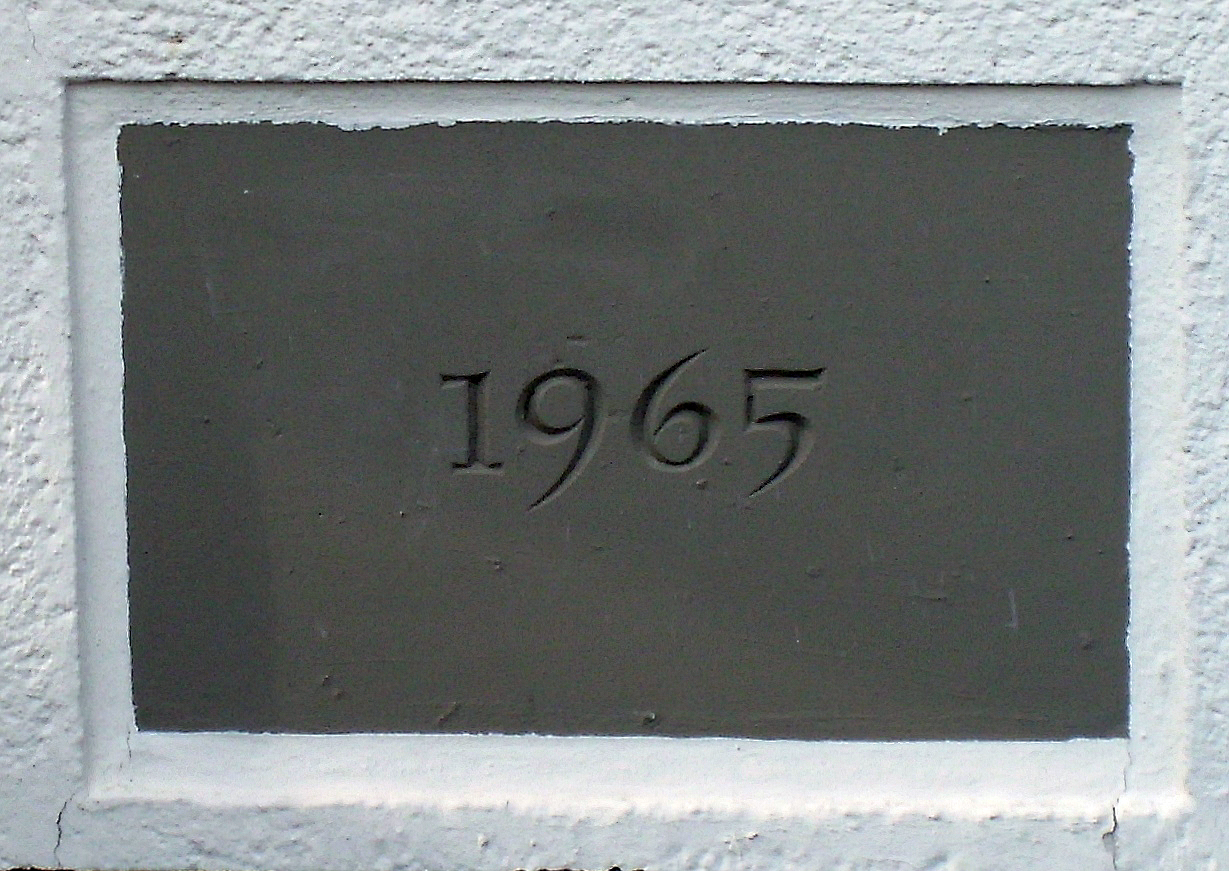
Briandstraße 13, Grundstein der
„Konrad-Adenauer-Siedlung“

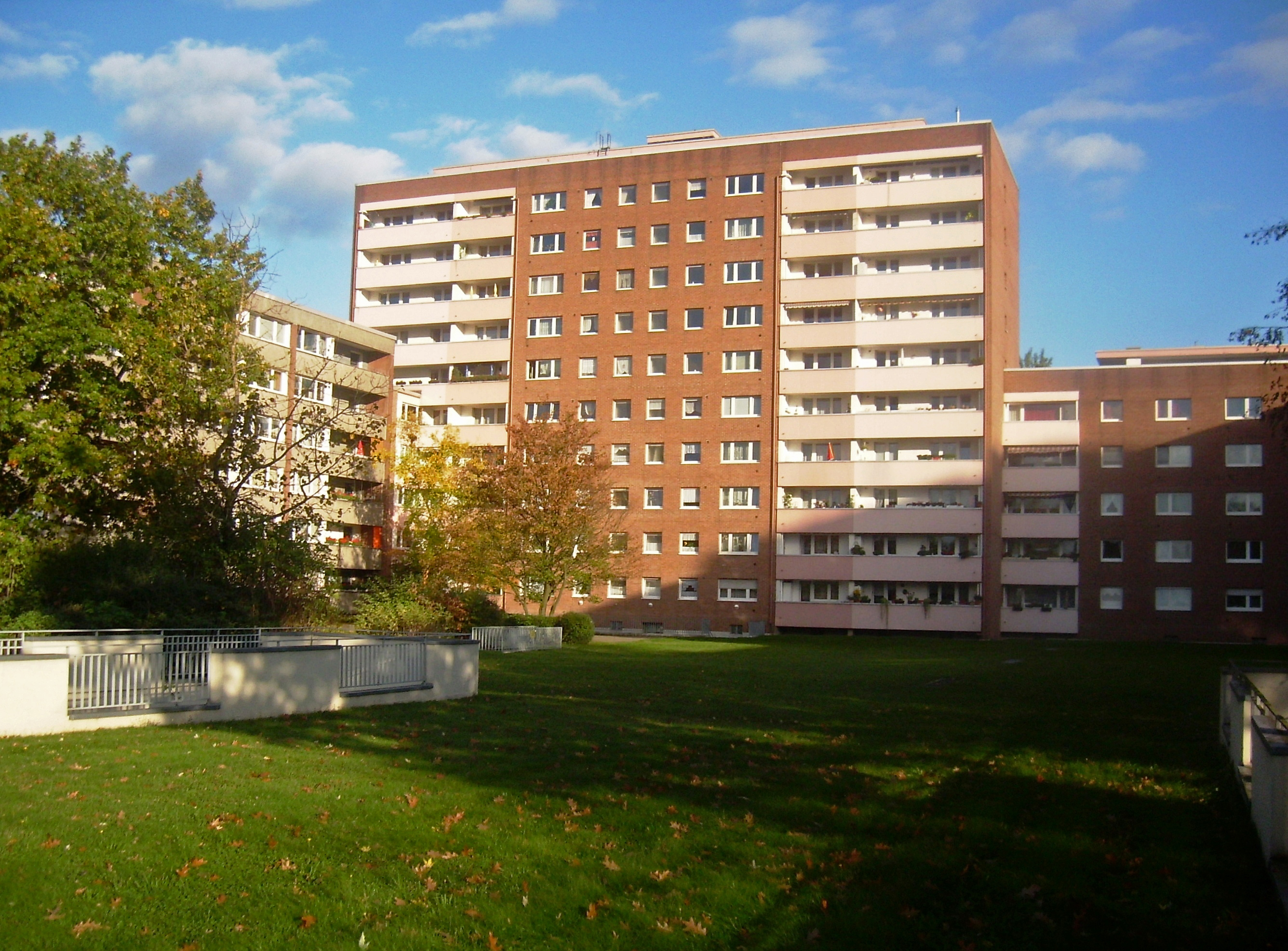
Wohnhaus, Thomas-Dehler-Weg

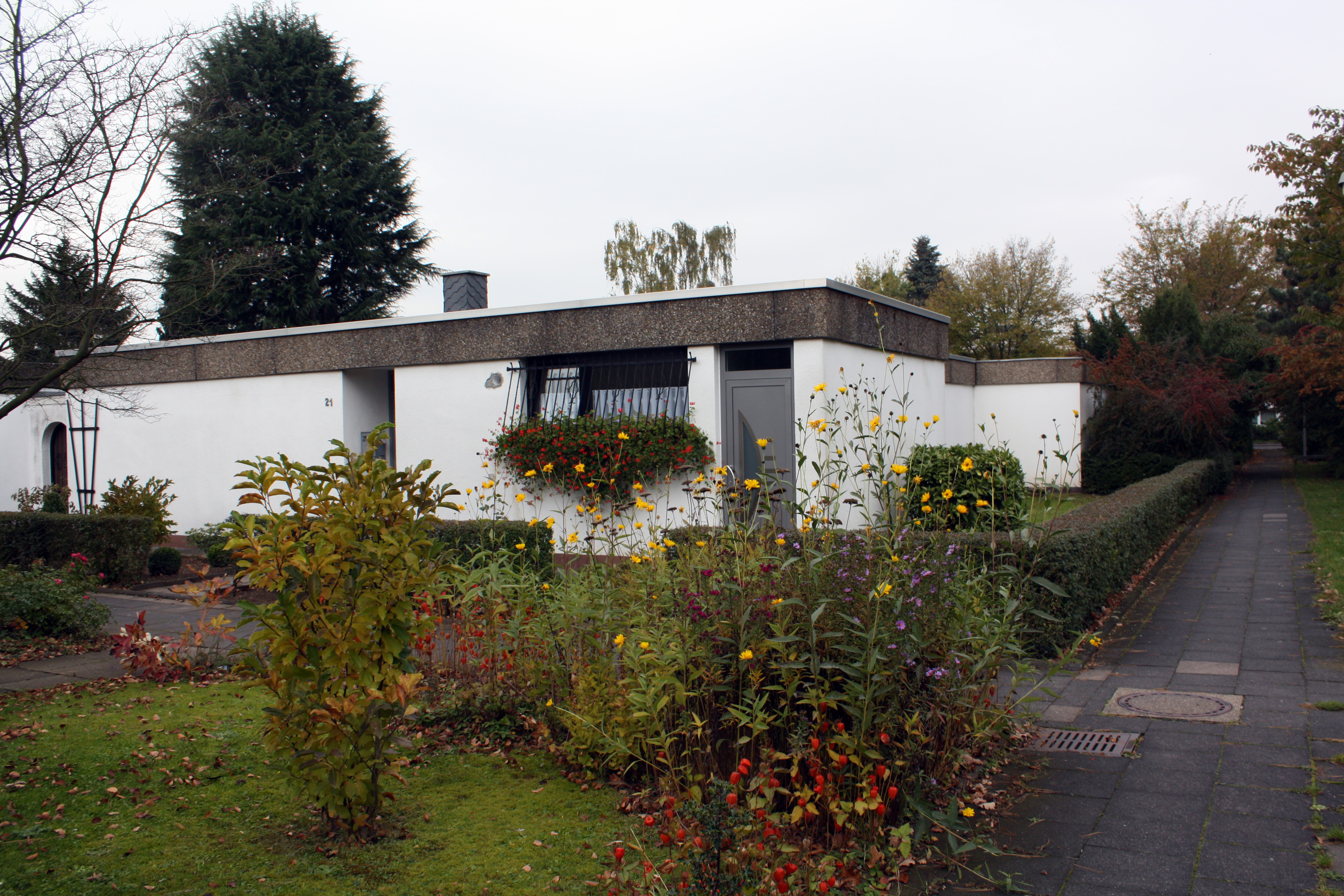
Standard-Bungalows

In seiner Rede zur Grundsteinlegung am 26. August 1965 bezeichnete Altbundeskanzler Adenauer das Großbauprojekt als „die fortschrittlichste Siedlung in ganz Deutschland, vielleicht sogar der ganzen Welt“. Weiter führte er aus: „Man kann mir kein größeres Geschenk machen, als diese Siedlung nach mir zu benennen.“ Anschließend legte Paul Lücke, der damalige Wohnungsbauminister, den Grundstein und benannte das Stadtviertel als Dank für die Bemühungen des Altkanzlers in Konrad-Adenauer-Stadt – ohne den vorher notwendigen Beschluss des Rates der Stadt Köln einzuholen. Die unabgestimmte Namensgebung nach dem Politiker stieß bei der SPD, die im Kölner Rat die Mehrheit hatte, auf Widerstand. Der Fraktionsvorsitzende John van Nes Ziegler warnte vor einem Personenkult: „Nach Konrad Adenauer kann jede Prachtstraße in Köln benannt werden, aber nicht ein ganzer Stadtteil.“ Er verglich die Namensgebung mit der Umbenennung von Chemnitz in Karl-Marx-Stadt im Jahre 1953 in der DDR. Ein Antrag der CDU zur offiziellen Benennung des Neubaugebietes mit dem umstrittenen Namen wurde von Oberbürgermeister Theo Burauen nicht zur Abstimmung gestellt. Die Debatte wurde ohne Ergebnis beendet, nachdem sich die SPD-Fraktion über die Richtigkeit ihres Verhaltens gegenüber dem verdienten Kölner Ehrenbürger nicht vollkommen sicher war. Da die CDU keine weitere Beschlussvorlage einbrachte, erhielt die Siedlung keinen offiziellen Namen und wurde von der Stadtverwaltung unter dem Arbeitstitel Neu-Brück geführt.
Auf besonderen Antrag der bauverantwortlichen CDU-nahen DEWOG, deren Geschäftsführer inzwischen der Wohnungsbauminister a. D. Paul Lücke war, veranlasste der Tiefbaudezernent Franz Braun im Kommunalwahljahr 1969 die Aufstellung eines Hinweisschildes „Konrad-Adenauer-Siedlung“ am Siedlungsanfang, das ungefähr dreimal so groß wie ein Straßenschild war. Trotz des erneuten Widerstandes der Sozialdemokraten konnte das Schild stehen bleiben, da es nach Auffassung des Kölner Oberstadtdirektors, des Juristen Heinz Mohnen, nicht rechtlich verbindlich war. Als die Siedlung 1970 planmäßig fertiggestellt wurde, hatte sich der inoffizielle Name im Sprachgebrauch der Bevölkerung durchgesetzt.

### Streitigkeiten um überhöhte Verkaufspreise
Der Bauherr DEWOG erhielt das bundeseigene Bauland zum Kaufpreis von 10,90 DM pro Quadratmeter, als ausführender Generalunternehmer wurde die gesellschaftseigene Firma Blivers ausgewählt. Die Miete der Wohnungen lag 1970 bei 3,07 DM je Quadratmeter; einige Wohnungen wurden 1969 als sozialgeförderte Eigentumswohnungen zum Quadratmeterpreis von 770 DM angeboten. Das Unternehmen behielt sich vertraglich vor, den endgültigen Kaufpreis mit einer Zahlungsfrist von sechs Wochen erst nach Fertigstellung zu nennen. Die DEWOG erhöhte aufgrund angeblich gestiegener Baukosten dann den Preis auf 930 DM je Quadratmeter, gleichzeitig wurden die Mieten auf 5,21 DM erhöht. Als einige Käufer Einsicht in die Akten forderten, lehnte der Verkäufer dies ab, da die erforderlichen Unterlagen zur Prüfung beim Wohnungsamt seien. Die Käufer vermuteten, dass Blivers deutlich höhere Forderungen gegenüber der Muttergesellschaft DEWOG geltend gemacht hatte. Der Quadratmeterpreis für das Bauland wurde in den Endabrechnungen ohne Nachweis mit 55 DM beziffert. Die Käufer mussten aufgrund der abgelaufenen vertraglich vereinbarten Sechswochenfrist den erhöhten Kaufpreis begleichen. Das Landgericht Köln urteilte später, dass diese nicht nachvollziehbare Kaufpreiserhöhung nicht rechtmäßig war.

### Abtrennung vom Brücker Stadtteilgebiet

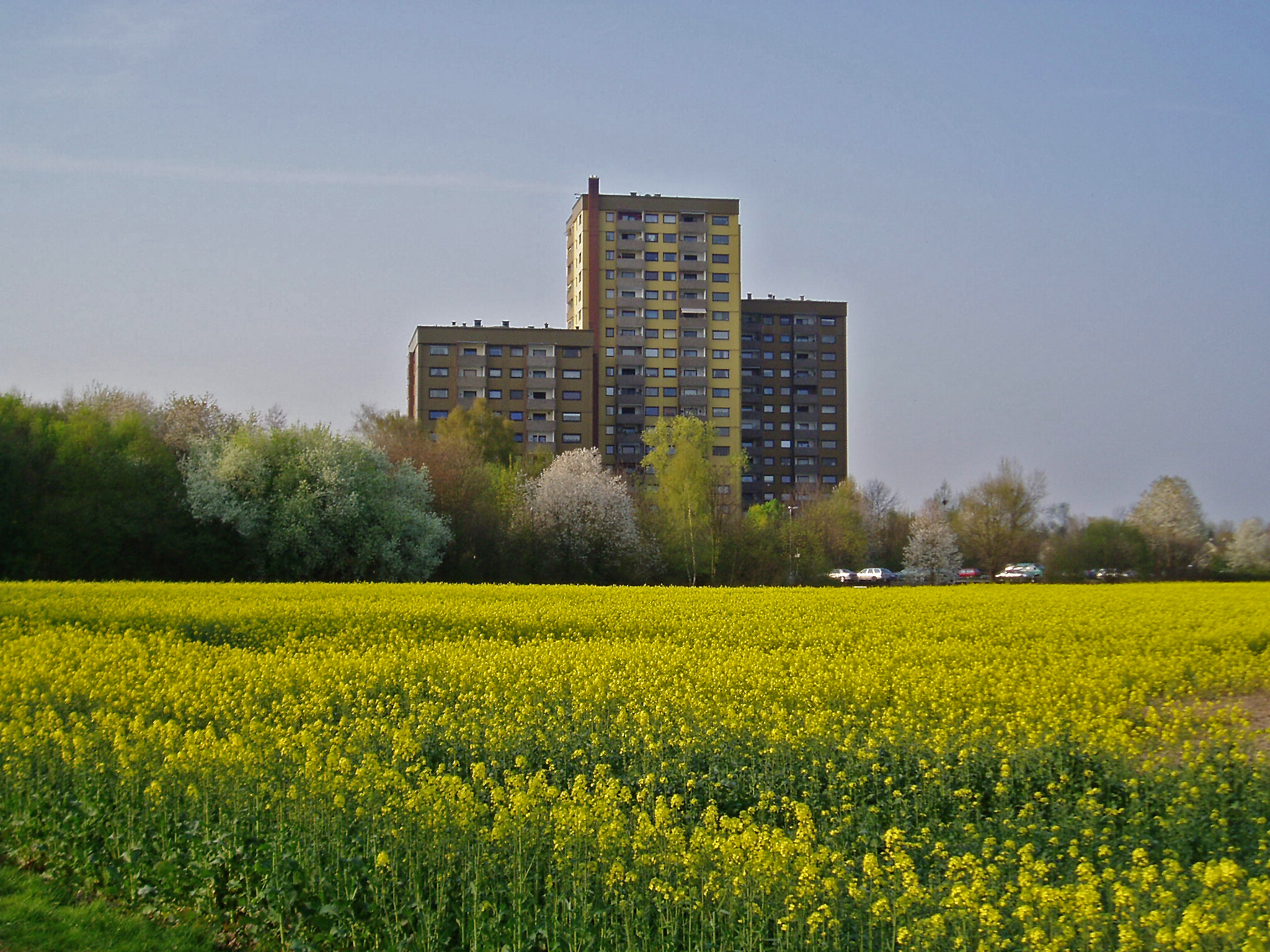
Hans-Schulten-Straße, heute einziges Hochhausgebiet in Brück

Die Bewohner der beiden zwei Kilometer voneinander entfernten Ortsteile von Brück fühlten sich auch 25 Jahre nach Bezug der ersten Wohnbauten im neuen Siedlungsgebiet noch nicht zusammengehörig. Das gesellschaftliche Leben und die soziale Infrastruktur hatten ebenfalls kaum nennenswerte Berührungspunkte. Infolgedessen initiierte der damalige Bezirksvertreter Ralph Sterck (FDP) in Zusammenarbeit mit dem Bürgerverein Neubrück die Abtrennung der Großwohnsiedlung vom bisherigen Stadtteilgebiet. Dieser Vorschlag war in der Bezirksvertretung mehrheitsfähig, so dass diese am 7. Mai 1992 bei der Stadt Köln beantragte, die Hauptsatzung dahingehend zu ändern, dass „aus den Wohnplätzen Brück und Neubrück im Stadtteil Brück zwei unabhängige und gleichberechtigte Stadtteile Brück und Neubrück der Stadt Köln werden“.
Dieser Antrag wurde auch von den Bürgervertretern des Alt-Stadtteils unterstützt, da die Einwohnerschaft die „Adenauer-Siedlung“ nie als einen Bestandteil von Brück ansah – im Volksmund wurde das ursprüngliche Besiedlungsgebiet von vielen Bürgern „Alt-Brück“ genannt. Die Bewohner eines zwischen den beiden Gebieten befindlichen Hochhaustraktes an der Hans-Schulten-Straße konnten bei einer Befragung im Februar 1992 demokratisch entscheiden, zu welchem Stadtteil sie gehören wollten und entschieden sich mit über 80 % für Brück. Am 24. September 1992 beschloss der Rat der Stadt Köln die Neugliederung des Stadtteilgebiets von Brück in die beiden selbstständigen Stadtteile Brück und Neubrück. Die erforderliche Änderung der Hauptsatzung wurde mit Veröffentlichung im Amtsblatt am 14. Dezember 1992 rechtskräftig, somit wurde Neubrück der 85. Stadtteil von Köln.

## Wohnverhältnisse und Bebauung

### Statistische Daten

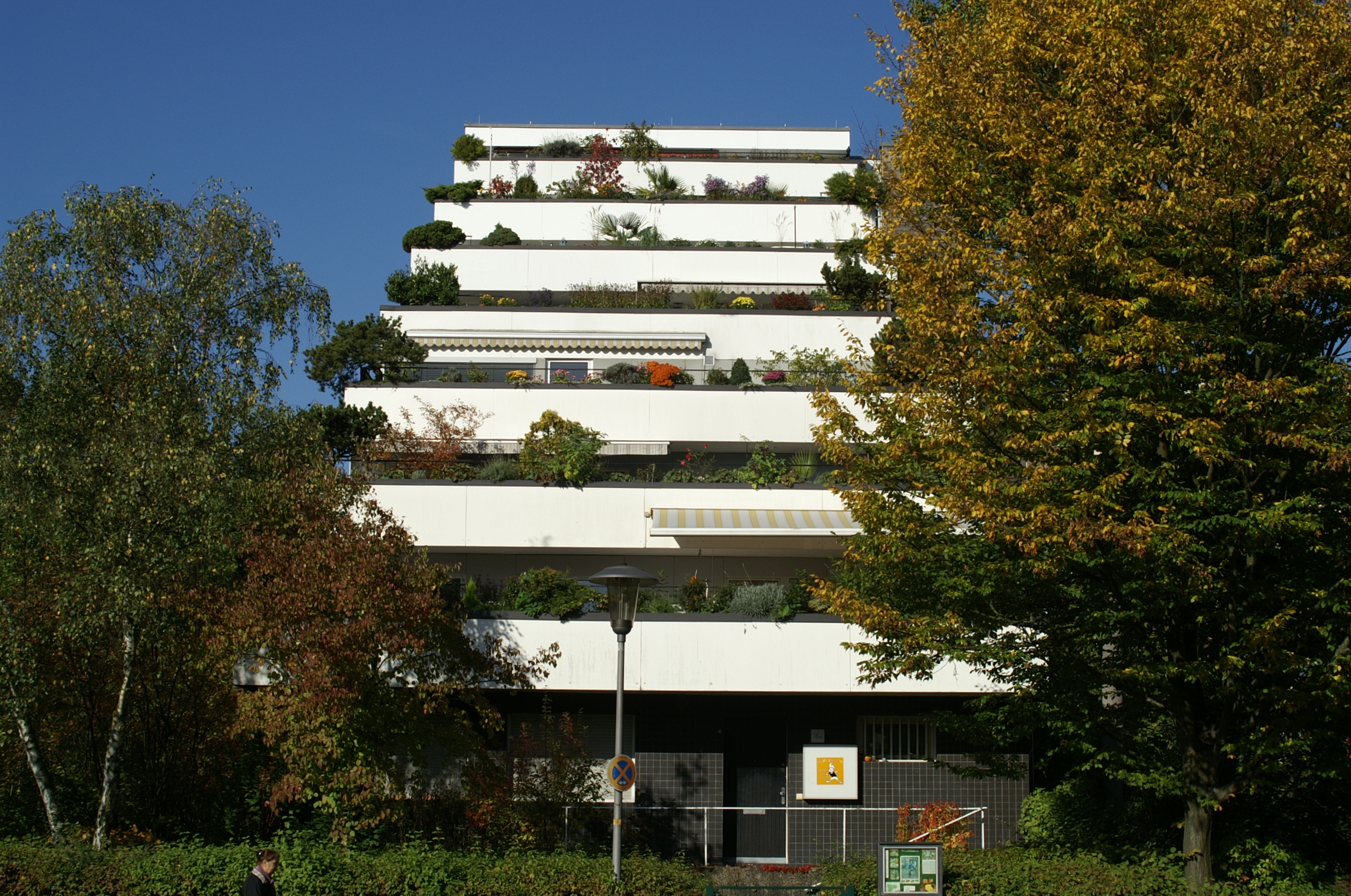
Terrassenhaus

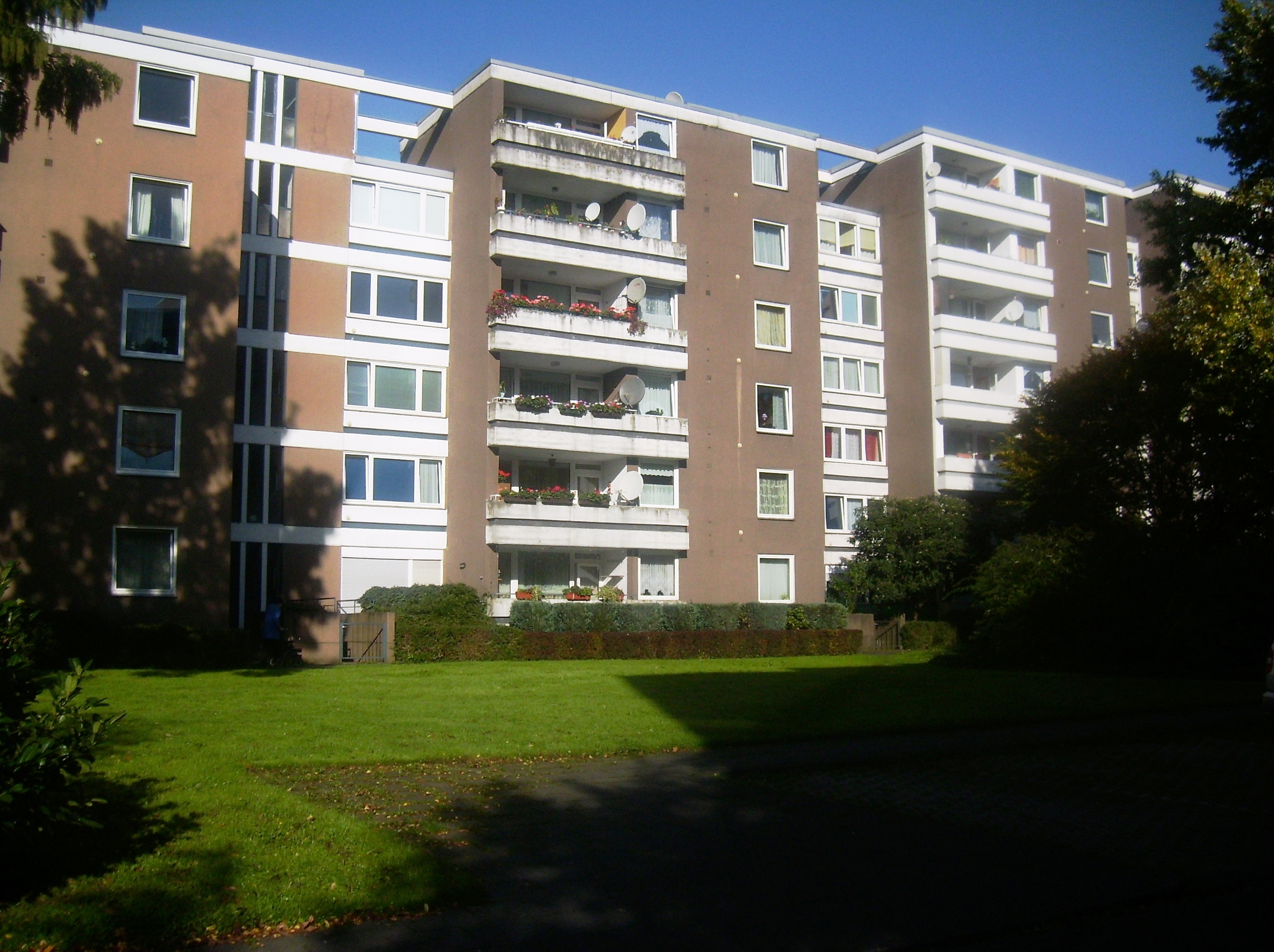
Mehrfamilienhausblock

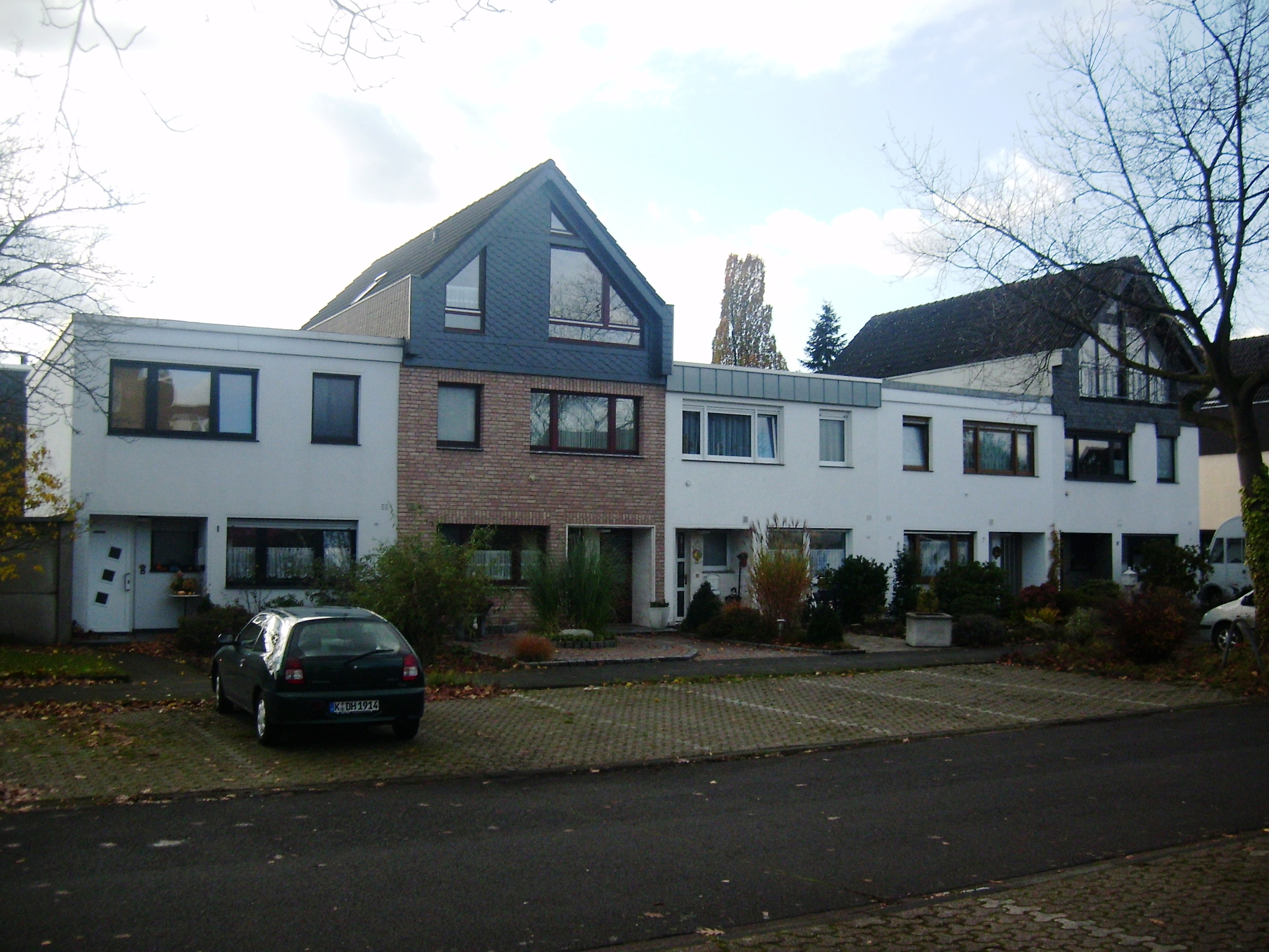
Einfamilienhausblock mit nachträglich aufgesetzten Satteldächern

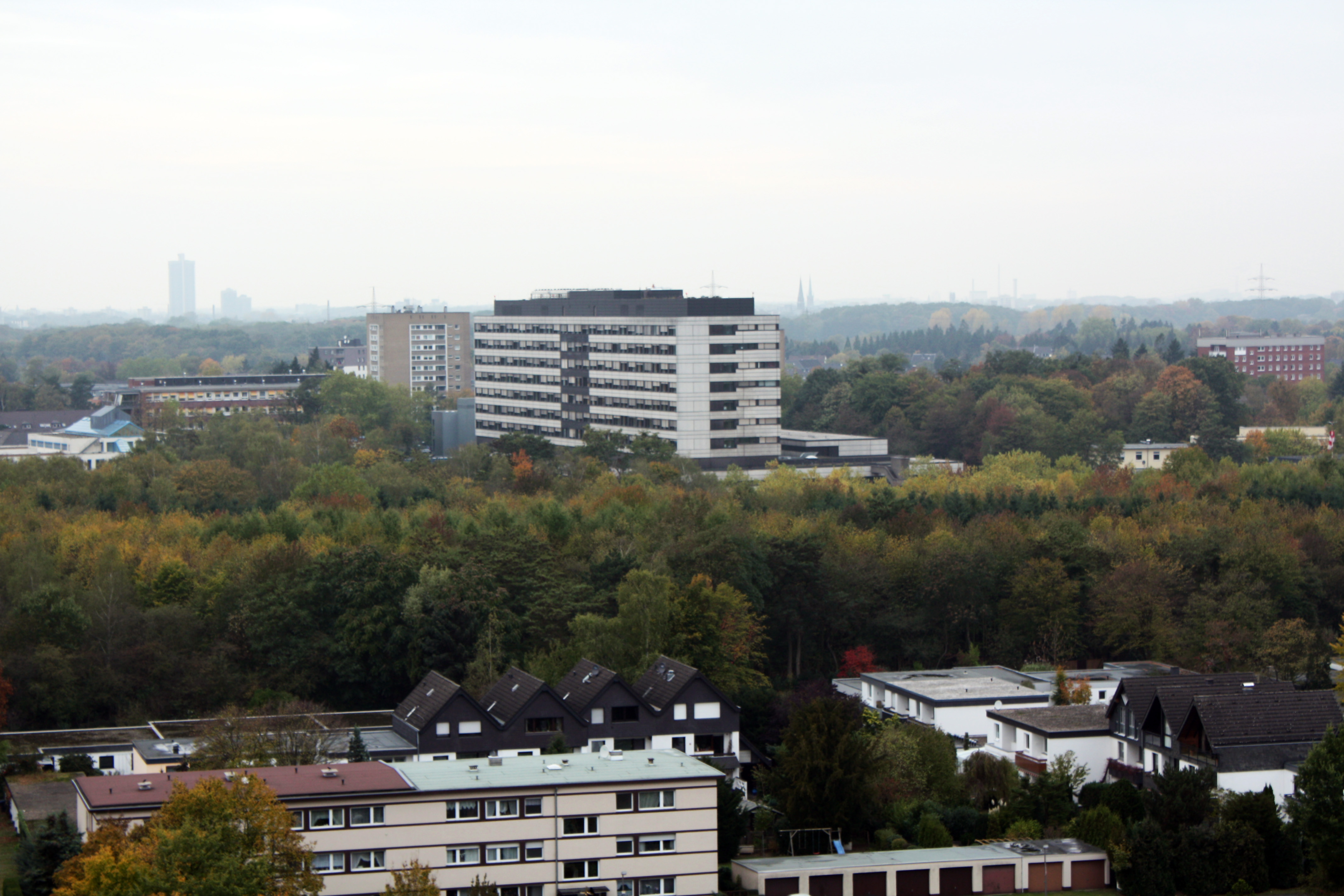
Klinik Köln-Merheim,
über Luftlinie nur ca. 500 m entfernt

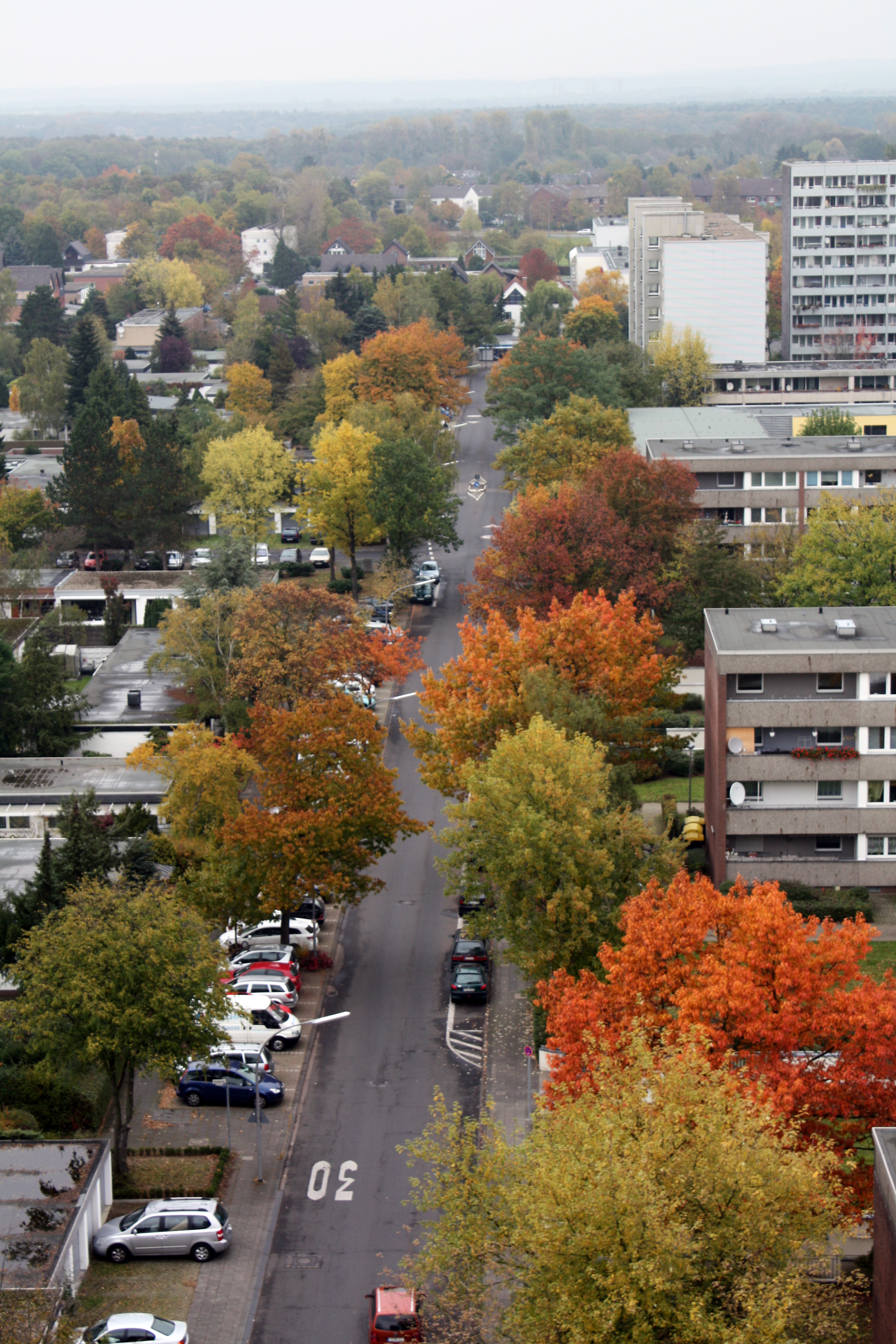
Europaring –
die „Verbindungsstraße“

Im Flächennutzungsplan sind 78 % des 1,1 Quadratkilometer großen Stadtteilgebietes als Wohnbaufläche ausgewiesen, knapp 17 % als Gemeinbedarfsfläche, 3 % als Grünfläche und 2 % als Wasserfläche. Im Stadtteilgebiet sind keine Gewerbeflächen verzeichnet.
Die 3779 in Neubrück vorhandenen Wohnungen, von denen 11,4 % öffentlich gefördert wurden, waren durchschnittlich 77,6 Quadratmeter groß. Die durchschnittliche Wohnfläche je Bürger lag bei 33,6 Quadratmetern. Mit 7959 Einwohnern je Quadratkilometer weist der Stadtteil die zehntgrößte Bevölkerungsdichte im Stadtgebiet auf. Im Jahre 2014 sind in der Statistik des Amtes für Stadtentwicklung 683 Ein- und Zweifamilienhäuser und 221 Mehrfamilienhäuser aufgeführt worden.

### Städtebauliche Betrachtung, Gebäudebeschreibung und Bauausführung
Charakteristisch für den Wohnungsbau der 1960er-Jahre wurde Neubrück als reines Wohngebiet konzipiert. Bei der Siedlungsflächengestaltung berücksichtigten die Stadtplaner hingegen viele Elemente des in den 1950er-Jahren üblichen Konzeptes der „gegliederten und aufgelockerten Stadt“. Mehrere Architekten führten die zeittypisch funktionsgerechte Wohnbebauung in Beton- und Plattenbauweise aus.
Durch die unterschiedlichen Bauhöhen der vier- bis sechzehngeschossigen Mehrfamilienhäuser und die Anlage zahlreicher Grünflächen wurde eine gute Belüftung des zwischen den beiden Hauptstraßen liegenden Kernsiedlungsgebiets erreicht. Die Bauverantwortlichen gestalteten die Fassaden der Wohnbauten sehr unterschiedlich. Neben mit Klinkersteinen, Rauputz oder bunten Platten verkleideten Außenwänden wählten einige Architekten ausschließlich Farbe zur optischen Gestaltung. Am fünfzehngeschossigen Hauptgebäude des Deutschordens-Wohnstiftes wurde eine Seitenwand komplett mit Schiefer verkleidet. Den optischen Abschluss der Siedlung bilden fünf achtgeschossige Häuser mit treppenstufenartigen Terrassen im Osten der Siedlung.
Die Bebauung im Norden und Westen des Stadtteils besteht überwiegend aus ein- und zweigeschossigen Einfamilienhäusern, nach dem damaligen Bebauungsplan analog zum Kernsiedlungsbereich ausschließlich mit Flachdächern, wie sie für alle an das städtische Fernwärmenetz angeschlossenen Gebäude vorgeschrieben waren. Da viele der Dächer des Bungalowsiedlung genannten Stadtteilviertels wegen eines Baufehlers Undichtigkeiten aufwiesen, änderte der Stadtrat im Jahre 1981 den Bebauungsplan dahingehend, dass bei den zweigeschossigen Einheiten ein weiteres Geschoss mit einem Satteldach aufgesetzt werden durfte. Südlich des Europarings wurden in der Morgensternstraße einige mehrgeschossige Wohnhäuser mit Satteldach gebaut. An dieses Gebiet schließen sich an der Georgestraße unmittelbar neben der Bundesautobahn 3 fünf zweigeschossige Bauten in Schlichtbauweise an.

### Lärmbelastung
Da die Haupteinflugschneise des Flughafens Köln/Bonn südwestlich des Stadtteils liegt, gehören 48 Straßen des Stadtteils zur Nachtschutzzone, in der mindestens sechsmal je Nacht ein durch den Luftverkehr verursachter Lärmwert von 75 dBA erreicht wird. Auf Antrag finanziert der Flughafenbetreiber den Anliegern die Ausstattung ihrer Schlafräume mit Doppelverglasung, schallgeschützten Rollladenkästen und Belüftern. Mit diesen Maßnahmen, die nur komplett beantragt werden können, wird ein für die Nachtruhe erforderlicher reduzierter Lärmpegel von 55 dBA erreicht. Die häufigen Starts und Landungen des Rettungshubschraubers Christoph 3 am nahegelegenen Klinikum Merheim belasten die Neubrücker Bürger zusätzlich, da der Luftraum oberhalb des Siedlungsgebiets mehrmals täglich als Einflugsschneise dient.
Da das westliche Stadtteilgebiet direkt an die zwischen dem Autobahndreieck Heumar und dem Autobahnkreuz Köln-Ost parallel verlaufenden Bundesautobahnen 3 und 4 grenzt, waren die dortigen Einwohner über Jahrzehnte einer zusätzlichen Lärmbelastung durch den Straßenverkehr ausgesetzt. Im Zuge des achtspurigen Ausbaus des Kölner Autobahnrings erzielte zwischen 2003 und 2005 die Montage einer höheren Lärmschutzwand eine deutliche Verbesserung für die Bewohner der dortigen Einfamilienhäuser.

## Straßennamen
Die Straßen des Stadtteils wurden nach berühmten Personen des Zeitgeschehens aus der ersten Hälfte des 20. Jahrhunderts benannt, die oftmals durch ihr gesellschaftliches und politisches Wirken direkt an der europäischen Einigungsbewegung beteiligt waren. Namenspaten waren beispielsweise Robert Schuman, Aristide Briand, Gustav Stresemann oder Alcide De Gasperi. Die Hauptzufahrtstraße zum Siedlungsgebiet trägt als verbindendes Zeichen den Namen Europaring, außerdem erhielt der zentrale Platz der Siedlung den Namen der Stadt Straßburg – dem Sitz des Europäischen Parlaments.
Mit einigen Straßennamen wurden Persönlichkeiten der Frauen- oder Arbeiterbewegung geehrt, beispielsweise Helene Weber und Ludwig Quidde. Einzige damalige Ausnahme stellt die Fußgängerzone An St. Adelheid dar, welche den Namen der anliegenden Kirche erhielt. Die Stresemannstraße wurde 1992 nach einem Antrag der FDP in der Bezirksvertretung Kalk in Neubrücker Ring umbenannt, da es wohl wiederholt zu Verwechslungen mit der gleichnamigen Straße im Stadtteil Finkenberg kam. Zugleich sollte hiermit symbolisch die Stadtteilgründung dokumentiert werden.

## Bevölkerungsstatistik
Struktur der Bevölkerung von Köln-Neubrück (2021):
- Durchschnittsalter der Bevölkerung: 42,2 Jahre (Kölner Durchschnitt: 42,3 Jahre)
- Ausländeranteil: 30,8 % (Kölner Durchschnitt: 19,3 %)
- Arbeitslosenquote: 14,9 % (Kölner Durchschnitt: 8,6 %)

Von den am 31. Dezember 2014 angegebenen 8741 Einwohnern waren 4551 weiblich und 4190 männlich, das Durchschnittsalter lag bei 44,1 Jahren – 22 Bürger hatten Neubrück als ihren Zweitwohnsitz angemeldet. Der Anteil der Bürger mit einem Migrationshintergrund lag 2014 bei 56 %. Seit der Selbstständigkeit des Stadtteils im Jahre 1992 reduzierte sich die Bevölkerungszahl bis 2010 kontinuierlich, danach stieg sie wieder leicht an. Im Jahr 2014 zogen 621 Bürger fort, demgegenüber zogen 706 Bürger nach Neubrück. Innerhalb der gleichen Zeitspanne standen 147 Sterbefällen nur 81 Geburten entgegen. Diese rückläufige demografische Entwicklung soll nach Schätzung des Amtes für Stadtentwicklung und Statistik weiter anhalten. Seit Fertigstellung der ursprünglich geplanten Siedlung im Jahre 1970 wurden auf den restlichen als Bauland definierten Freiflächen nur ein Seniorenheim und rund 200 zusätzliche Wohneinheiten errichtet. Mangels weiterer Wohnbauflächen ist nicht mit deutlichem Bevölkerungswachstum durch Zuzug zu rechnen. Die in den 1960er-Jahren erwartete Einwohnerzahl von 15.000 wurde zu keinem Zeitpunkt erreicht.

### Einwohnerentwicklung
| 1992 | 1995 | 2000 | 2005 | 2010 | 2011 | 2012 | 2013 | 2014 | 2015 | 2016 |
| ---- | ---- | ---- | ---- | ---- | ---- | ---- | ---- | ---- | ---- | ---- |
| 9522 | 9260 | 9061 | 8813 | 8622 | 8717 | 8787 | 8680 | 8741 | 8816 | 8869 |

## Politik
Die Neubrücker Bürger werden kommunalpolitisch durch die Bezirksvertretung Köln-Kalk vertreten. Das Stadtteilgebiet ist in sieben Stimmbezirke und einen Briefwahlbezirk aufgeteilt. Neubrück bildet bei Kommunalwahlen einen gemeinsamen Wahlkreis mit dem Stadtteil Ostheim.
Bei der Bezirksvertretungswahl am 25. Mai 2014 erhielt die SPD 30,5 %, die CDU 38,1 %, Grüne 6,8 %, pro Köln 4,3 %, Die Linke 7 % und die AfD 5,9 %. Die Wahlbeteiligung der 5822 Wahlberechtigten lag bei 44,8 %. Im gemeinsam mit Ostheim gebildeten Wahlbezirk 45 wurde die SPD mit 33,51 % stärkste Partei.
Bei der Ratswahl am 25. Mai 2014 erhielt die SPD 27,7 %, die CDU 41,7 %, Grüne 6,3 %, pro Köln 4,1 %, Die Linke 4,6 % und die AfD 5,3 %. Die Wahlbeteiligung der 5822 Wahlberechtigten lag bei 44,7 %. Im gemeinsam mit Ostheim gebildeten Wahlbezirk 45 wurde Stephan Pohl von der CDU in den Rat der Stadt Köln gewählt.
Zur Bundestagswahl am 22. September 2013 erhielt die SPD 31,7 % der Zweitstimmen, die CDU 39,7 %, Grüne 6,5 %, Die Linke 7,9 %, FDP 4,7 % und die AfD 4,3 %. Martin Dörmann, der direkt in den Bundestag gewählte SPD-Kandidat des Kölner Wahlkreises 1, erhielt in Neubrück 36,9 %. Die Wahlbeteiligung der 5405 Wahlberechtigten lag bei 61,31 %.
Bei der Landtagswahl am 13. Mai 2012 erhielt die SPD 38 % der Zweitstimmen, die CDU 27,7 %, Grüne 10,3 %, Piratenpartei 6,7 %, FDP 7,9 % und Die Linke 3,9 %. Stephan Gatter, der direkt in den Landtag gewählte SPD-Kandidat des Landtagswahlkreises 18 Köln VI, erhielt in Neubrück 42,3 %.

## Religion und Kirchenbauten

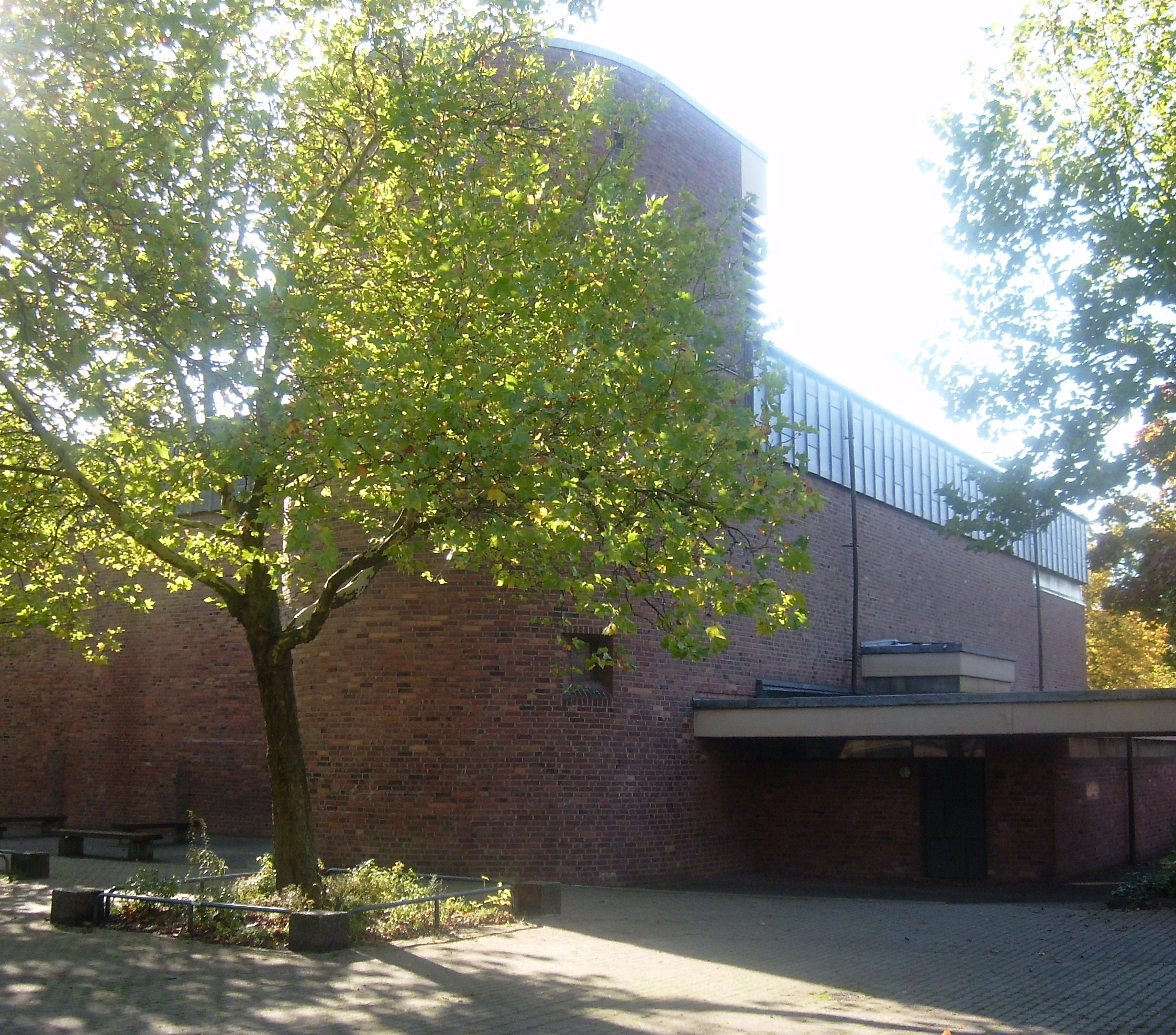
St. Adelheid

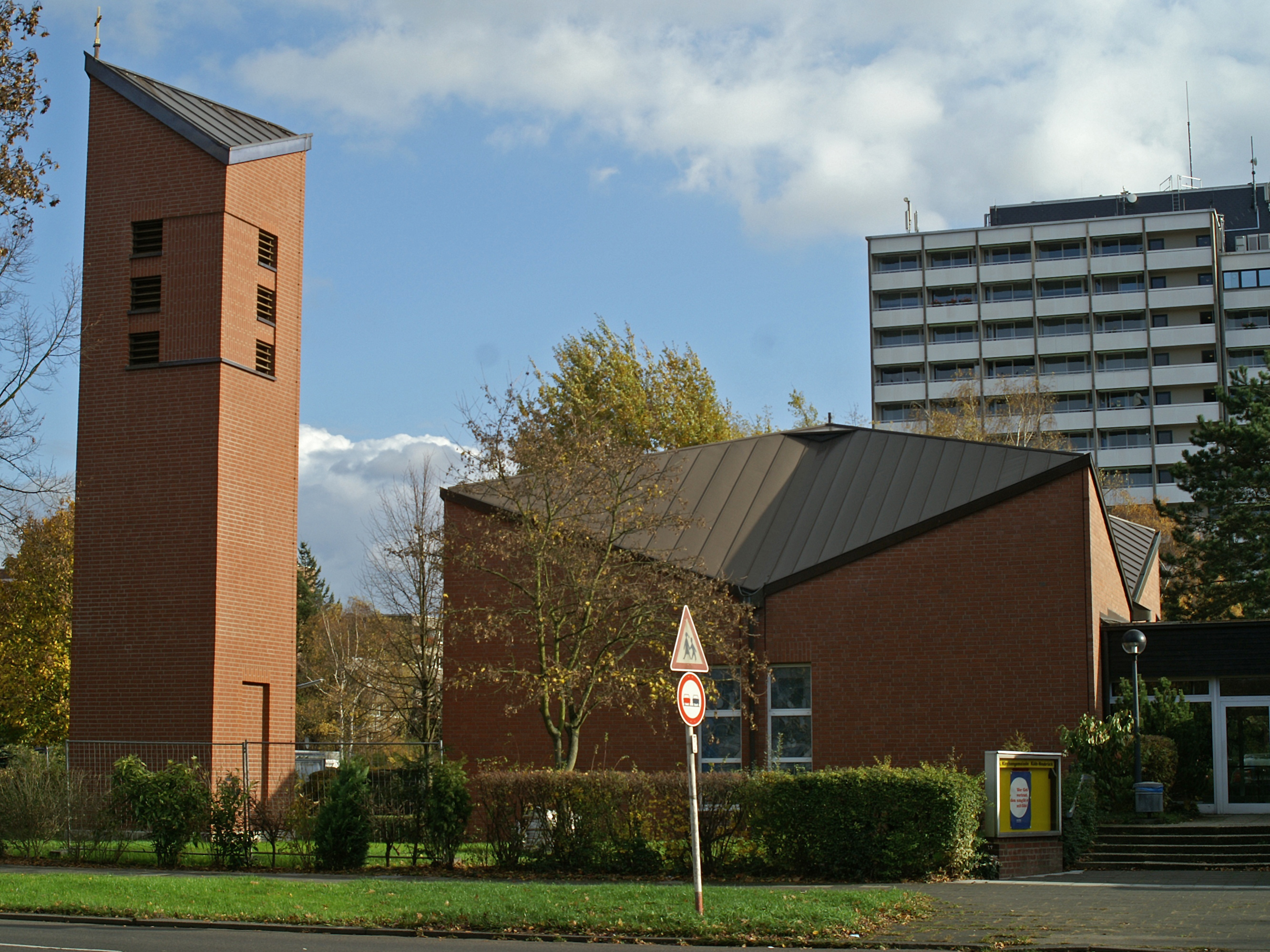
Trinitatiskirche

34,7 % der Neubrücker Bevölkerung waren am 31. Dezember 2014 katholisch, 15,8 % evangelisch. Die übrigen Einwohner waren entweder konfessionslos oder gehörten anderen Religionen und Weltanschauungen an.
Am 7. März 1966 ernannte das Erzbistum Köln Hans-Helmut Stüßer zum Vicarius expositus (Gründungspfarrer) der damals neu zu gründenden katholischen Gemeinde. Zu Ehren der am 27. Januar 1966 heiliggesprochenen Adelheid von Vilich wurde die Pfarrgemeinde St. Adelheid benannt. Am 27. Juni 1966 legte Kurienkardinal Giuseppe Antonio Ferretto, der zu einem Fest zu Ehren der Namenspatronin in die Gemeinde gekommen war, den Grundstein für die Kirche St. Adelheid. Während der Bauzeit benutzten die Gläubigen die ehemalige Abfertigungsbaracke eines Hubschrauberlandeplatzes in der Kölner Neustadt-Nord als Notkirche. Die nach Plänen von Paul Georg Hopmann errichtete Backsteinkirche wurde am 26. Oktober 1969 durch Erzbischof Kardinal Höffner geweiht. Die Kirche besitzt keinen hohen Turm und bildet optisch eine Einheit mit dem Gemeindezentrum daneben. Der Boden des quadratischen Innenraums ist leicht in Richtung Altar geneigt. Als Baumaterial wurden hauptsächlich Backstein, Sichtbeton, Holz und Basalt verwendet. Den Innenraum gestaltete Georg Hoffmann. Im Kirchturm ist ein dreistimmiges Geläut installiert.
Die seit dem 1. Januar 1973 selbstständige evangelische Gemeinde feierte ihre Gottesdienste zunächst in Gotteshäusern der benachbarten Stadtteile. 1980 wurde ein Kirchenbauverein gegründet, der ein 1986 eingeweihtes Gemeindezentrum finanzierte. Bis 1991 wurde die gemeindeeigene Trinitatiskirche nach Plänen Theodor Nießens gebaut. Die Kirche aus rotbraunen Ziegeln hat ein kupfernes Dach. Die denkmalgeschützten Kirchenbänke wurden aus Beständen der namensgleichen Trinitatiskirche in der Kölner Innenstadt übernommen. Am 26. Mai 1991 wurde die Kirche eingeweiht. 1998 erhielt die Kirche drei von der Glasmalerin Katja Ploetz gestaltete Fenster. Am 27. September 2009 wurden mit einem Festgottesdienst der 15 Meter hohe Turm und das Geläut aus drei Glocken eingeweiht.
Die katholische Gemeinde St. Adelheid und die evangelische Trinitatisgemeinde pflegen seit dem 30. Mai 1999 die erste ökumenische Gemeindepartnerschaft in Deutschland. Gläubige anderer Religionen nutzen Gebetsräume und Kirchen in anderen Stadtteilen.

## Infrastruktur

### Verkehr

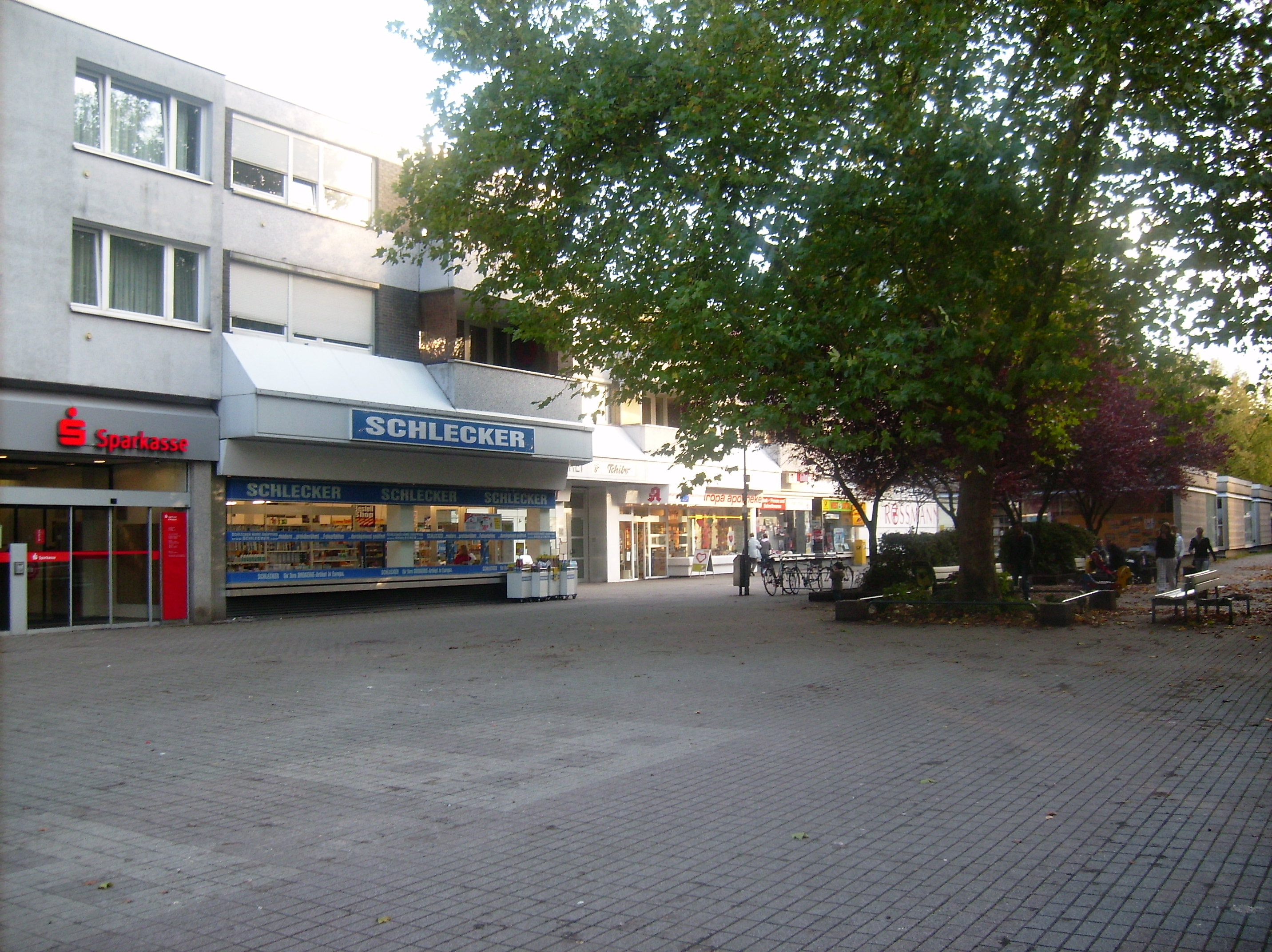
Nordansicht der Ladenstraße mit einem Teil des Marktplatzes

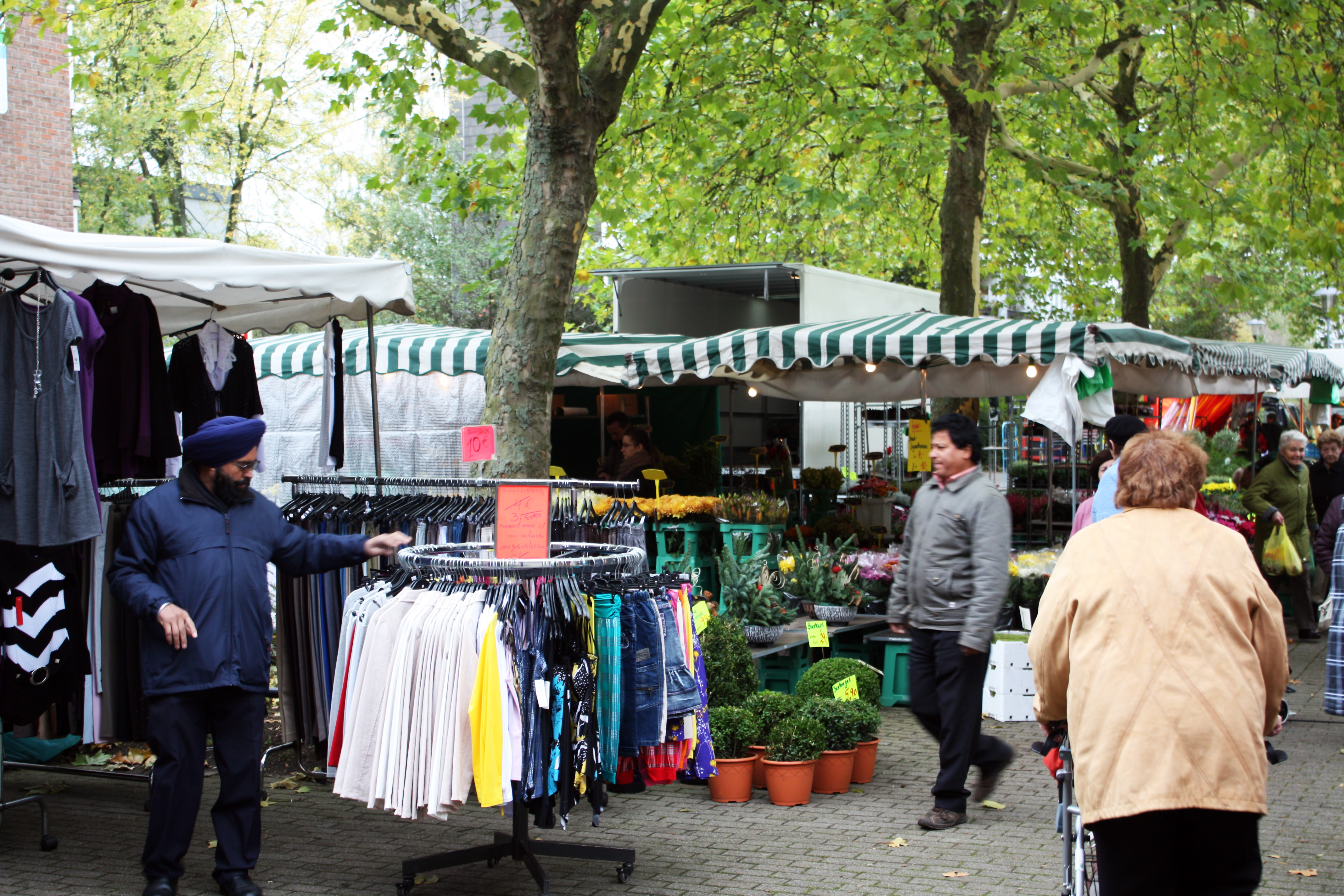
Wochenmarkt

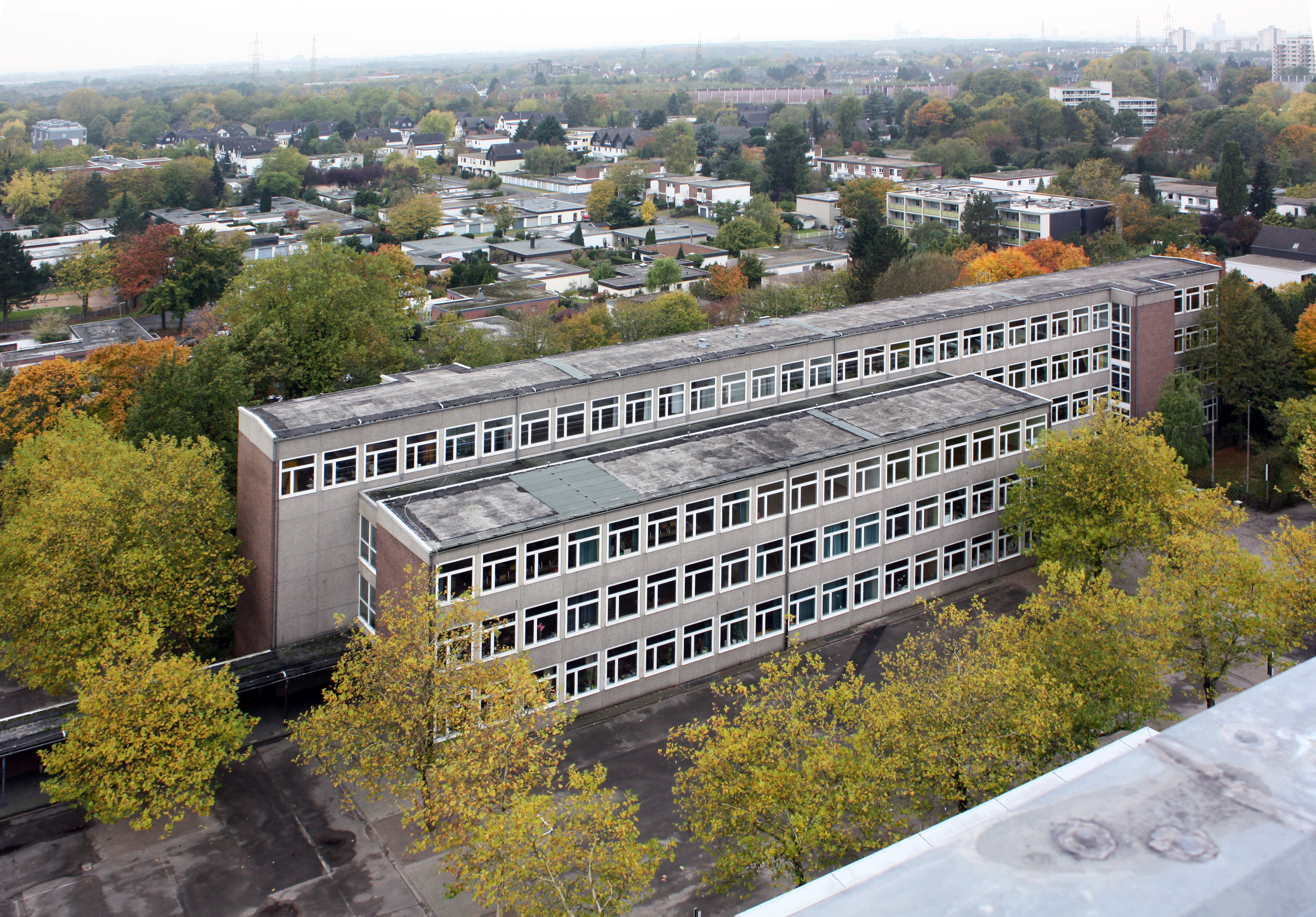
Kurt-Tucholsky-Hauptschule,
im Hintergrund ein Teil der Einfamilienhaussiedlung

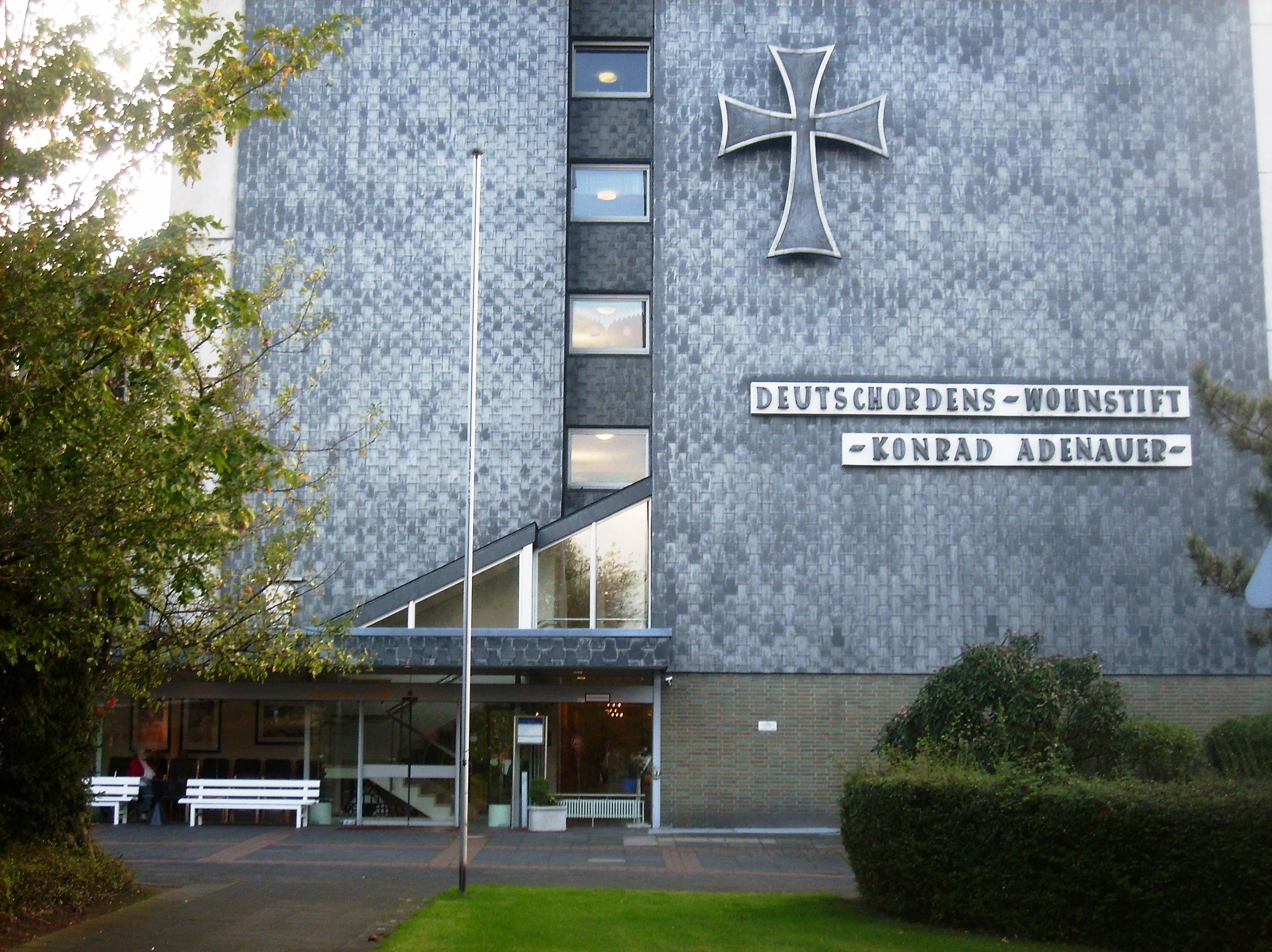
Eingangsbereich des Deutschordens-Wohnstift

Das zentrale Siedlungsgebiet wird von den beiden Hauptstraßen Europaring und Neubrücker Ring ringförmig umschlossen. Die Wohngebäude sind durch Sackgassen angebunden. Durch die Siedlung zieht sich von Norden nach Süden eine Fußgängerzone mit einem großen Marktplatz als Ortsmittelpunkt. Alle Straßen bis auf den Neubrücker Ring gehören zu einer verkehrsberuhigten Tempo-30-Zone.
Mit dem Neubrücker Ring besteht ein Anschluss an die Bundesautobahnen 3 und 4. Die KVB-Buslinie 157 bedient den Stadtteil mit vier Haltestellen. Die Rufbuslinie 187 befördert Besucher zum Friedhof nach Brück. Die 2018 eingerichtete Linie 179 verbindet den Stadtteil als Expressbus mit Vingst, Kalk und Deutz. Die nächste zu Fuß erreichbare Haltestelle der Stadtbahnlinie 9 ist Autobahn, welche aber im Stadtteil Ostheim liegt. Ein in den 1960er-Jahren geplanter Stadtbahnanschluss im Zuge des Baus einer östlichen Ringbahnlinie wurde mit Stand März 2023 nicht realisiert, so dass insbesondere das nördliche Siedlungsgebiet eine für einen Pendlervorort ungünstige Anbindung an den Öffentlichen Personennahverkehr hat. Langfristig bestehen aber weiterhin Planungen, den Stadtteil an das Stadtbahnnetz anzuschließen.

### Geschäftswelt und Gewerbe
Im Ortszentrum rund um die Kirche St. Adelheid sind neben einer Filiale der Sparkasse ein Lebensmitteldiscounter, ein Drogeriemarkt sowie einige kleinere Geschäfte für den täglichen Bedarf wie Friseure, Kiosk, Apotheken sowie Gaststätten ansässig. Auf dem Marktplatz findet jeden Donnerstag ein Wochenmarkt statt.
Innerhalb des Stadtteils ist nur eine geringe Anzahl von Kleingewerbebetrieben der Dienstleistungs- und Handwerksbranche angesiedelt. Größter Arbeitgeber des Ortes ist das Seniorenwohnheim des Deutschordens-Wohnstifts mit rund 200 Angestellten.

### Bildung und Betreuung
Den etwa 400 Neubrücker Grundschülern stehen mit der katholischen Grundschule an der Andreas-Hermes-Straße und der Gemeinschaftsgrundschule am Europaring zwei Einrichtungen zur Verfügung. Die vormals im Schulzentrum Ostheim beheimatete Kurt-Tucholsky-Hauptschule zog 2007 in das vorher als Wohnheim genutzte Schulgebäude am Helene-Weber-Platz. Die Gemeinschaftshauptschule ist die nächstgelegene für die Stadtteile Brück, Merheim, Ostheim und Rath/Heumar. Sie wird im Schuljahr 2009/10 von 365 Schülern besucht und bietet eine Ganztagsbetreuung für bis zu 80 Schüler an.
Das im Schulzentrum Ostheim verbliebene Heinrich-Heine-Gymnasium und die ebenfalls dort ansässige Albert-Schweitzer-Realschule sind die nächstgelegenen weiterführenden Schulen. Von den Neubrücker Schülern der Sekundarstufe I und II besuchten im Dezember 2008 rund 23 Prozent die Hauptschule und 33,7 Prozent das Gymnasium. Für Kinder im Vorschulalter sind im Stadtteil vier Kindergärten eingerichtet. Vom Elternbildungswerk Köln-Neubrück e. V. werden im Gemeindezentrum zahlreiche Informations- und Fortbildungskurse sowie eine Kinderbetreuung angeboten. In unmittelbarer Nähe des Marktplatzes steht den Einwohnern eine Außenstelle der Stadtbibliothek zur Verfügung.

### Sicherheit, Rettung, Pflege und medizinische Versorgung
Das Neubrücker Gebiet wird von der Polizei-Inspektion Südost betreut, die einen Bezirksbeamten als Kontaktperson zur Bevölkerung einsetzt. Bei Bränden und Rettungseinsätzen kann Neubrück von der Feuerwache 8 der Berufsfeuerwehr Köln in Ostheim innerhalb weniger Minuten erreicht werden. Das nächstgelegene Krankenhaus ist das Großklinikum Köln-Merheim. Neben einem Allgemeinmediziner und einem Kinderarzt haben sich zwei Zahnärzte, ein Gynäkologe, eine Internistin sowie ein Facharzt für Hals-Nasen-Ohren-Heilkunde in Neubrück niedergelassen.
Das Deutschordens-Wohnstift Konrad Adenauer e. V. unterhält am Straßburger Platz ein Wohn- und Pflegeheim mit vier dem individuellen Pflegebedarf angepassten Wohnkomplexen. Den rund 350 Bewohnern wird eine integrierte gerontopsychiatrische Betreuung angeboten. Neben den üblichen Pflegeeinrichtungen stehen den Bewohnern ein Thermalbad und eine Gebetskapelle zur Verfügung. Der Grundstein für das Hauptgebäude des Wohnstiftes wurde am 7. September 1974 durch Kardinal Joseph Frings gelegt; die Einweihungsfeier fand am 31. Januar 1976 statt.

## Freizeit

### Vereine und Sportanlagen

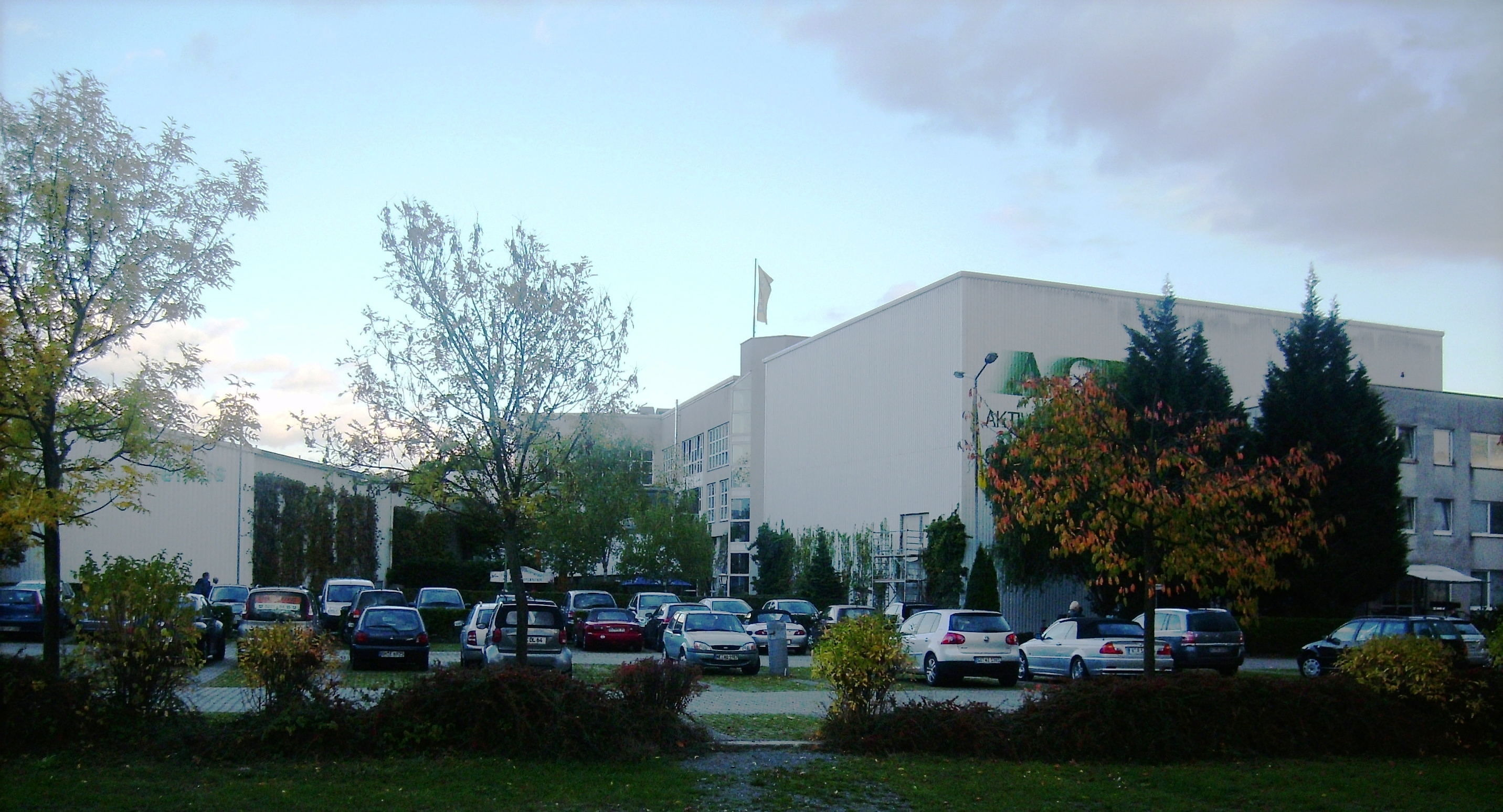
Sportcenter Neubrück

Den Naherholungsbereich schließt am südlichen Ende ein privat betriebenes Sportcenter ab, in dem zahlreiche Sportmöglichkeiten wie Tennis, Squash und Minigolf angeboten werden. Der Gastronomiebereich der Anlage wird regelmäßig für größere Veranstaltungen wie Karnevalssitzungen oder Konzerte genutzt. Die Sportvereine SV und TC Rot-Schwarz Neubrück verfügen nordöstlich des Stadtteils am Pohlstadtsweg über aneinandergrenzende vereinseigene Sportanlagen mit zwei Fußballplätzen, einem Kleinfeldplatz und sechs Tennisplätzen. Hallensportarten wie Badminton, Basket- und Volleyball, sowie Gymnastik und Pilates bietet der DJK Köln-Ost e. V. (ehemalig DJK Neubrück) in den Sporthallen des Stadtteils an.
Der 1970 gegründete Bürgerverein Neubrück e. V. ist nach eigenen Angaben mit zirka 570 Mitgliedern der mitgliederstärkste Bürgerverein im rechtsrheinischen Köln (Stand 2009).
Mit dem Kölsch Thiater Köln-Neubrück e. V. ist das eigenen Angaben zufolge einzige Kinder- und Jugendmundarttheater Deutschlands im Stadtteil beheimatet. Es gewann 1990 den ersten Kölner Theaterpreis in der Sparte Mundart-Theater. Mangels geeigneter Proberäume innerhalb des Wohngebietes ist der Musikzug Neubrück 1991 e. V. im nahen Höhenberg beheimatet.

### Erholung

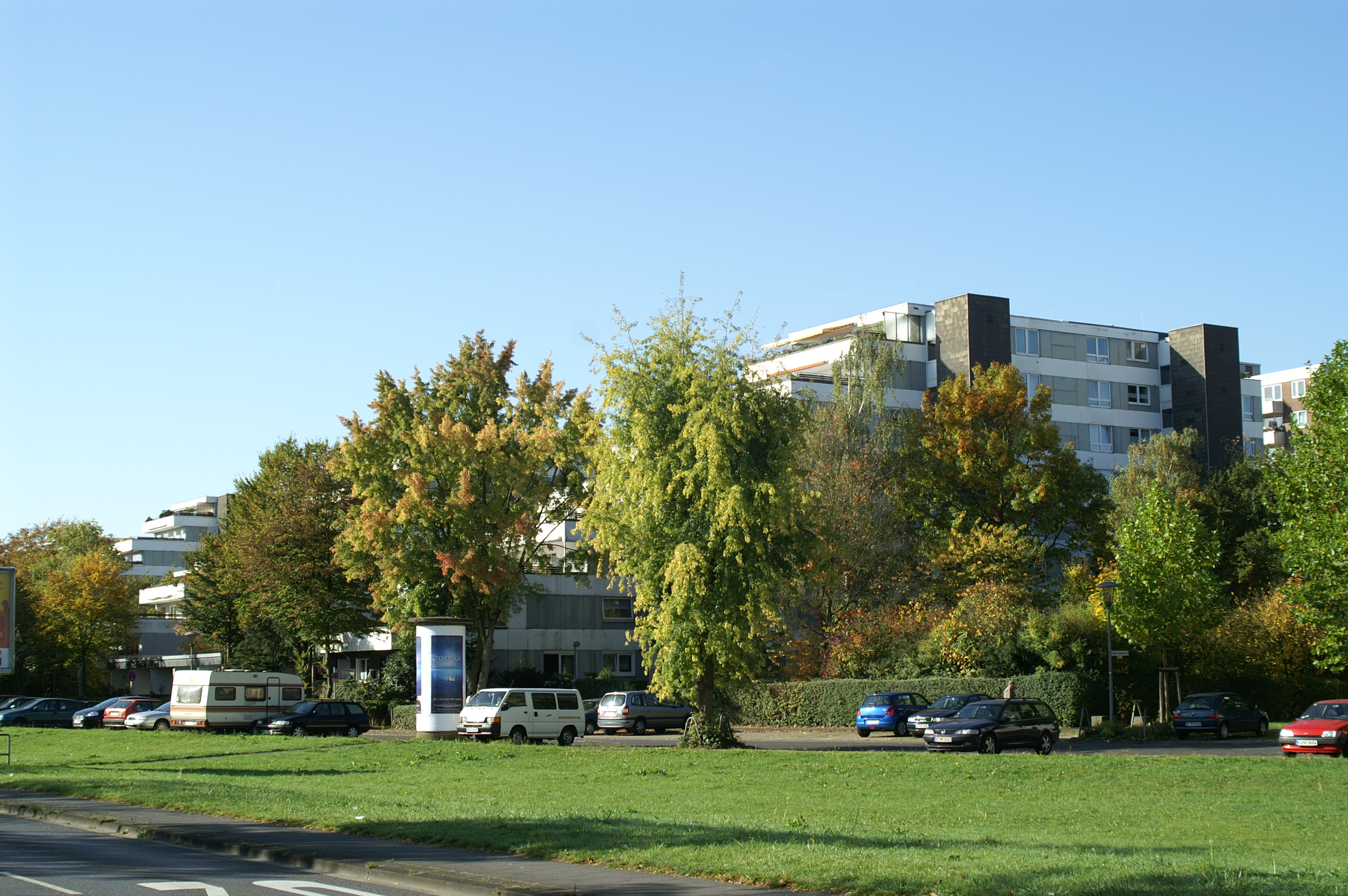
Grüngürtel und Terrassenhäuser an der Robert-Schuman-Straße

Im gesamten Stadtteil wurden zahlreiche Grünflächen und mehrere Spielplätze angelegt, zusätzlich umschließt ein Grüngürtel das Siedlungsgebiet. Auf den Grünflächen im Osten des Stadtteils wurden Spazierwege angelegt, die Uferbereiche eines großen Baggersees werden im Sommer als Liegeflächen genutzt. Der Baggersee, in dem das Baden aus Sicherheitsgründen verboten ist, befindet sich im Besitz eines Betonherstellers, der dort in der Vergangenheit Sand und Kies abbaute.

### Regelmäßige Veranstaltungen
An einem Wochenende in der zweiten Septemberhälfte findet das von den beiden Kirchengemeinden organisierte Bürgerfest Adelheidiade statt mit dem Weinfest Neubrücker Weinlaube in den Abendstunden des Samstags vor der Trinitatiskirche. Der Erlös beider Feste wird sozialen Einrichtungen des Stadtteils zugeführt. Am Karnevalssonntag zieht der Neubröcker Veedelszooch, der alljährliche Umzug der Karnevalisten, durch die Straßen des Stadtteils.

## Sehenswertes
- Grundstein der Siedlung vom 26. August 1965 mit eingravierter Jahreszahl „1965“ an der Frontseite des Einfamilienhauses an der Briandstraße 13.
- Rest der ehemaligen Flughafenringstraße des Fliegerhorstes Ostheim an der Josef-Gockeln-Straße, der heute als Fahrradweg genutzt wird.[33]
- Metallskulptur auf dem Schulhof der Kurt-Tucholsky-Hauptschule von einem unbekannten Künstler

## Bekannte Einwohner
- Renate Canisius, von 1989 bis 2004 Bürgermeisterin der Stadt Köln, wohnt in Neubrück.
- Ottmar Pohl, ehemaliger Parlamentarischer Geschäftsführer der CDU-Landtagsfraktion in Nordrhein-Westfalen, lebte bis zu seinem Tod 1991 im Stadtteil.
- Hansjoachim Tiedge, ehemaliger deutscher Nachrichtendienstbeamter und DDR-Spion, wohnte bis zu seiner Flucht im Jahre 1985 am Kollwitzweg.[34]